# 輩分
輩分是指在家族、親友的長幼先後所居的等級地位, 亦可解成與自己屬同一個學習群體、工作群體或其他同一個關係群體中不同等級所居的地位, 可分為長輩/前輩、同輩及後輩。